# Ton van Heugten
Ton van Heugten (Amersfoort, 9 september 1945 – aldaar, 27 maart 2008) was een Nederlands motorcrossrijder (zijspan) en uitvinder van anti-diefstal apparatuur voor fietsen en motoren. 
Geboren als een na jongste telg van de van Heugten familie bekend van de heuga tapijttegels. 
Van Heugten werd viermaal Nederlands kampioen in de zijspancross en in 1975 werd hij Europees kampioen met bakkenist Dick Steenbergen. Daarvoor was hij vele malen Nederlands kampioen als solocrosser.
In 1981 veroverde hij als eerste Nederlander de wereldtitel zijspancross, samen met zijn bakkenist Frits Kiggen. 
In 1982 reden ze mee in de Parijs-Dakar-rally.
Voor de jaren 1975 en 1981 is aan Ton van Heugten tweemaal de Hans de Beaufort-beker van de KNMV toegekend, dat is de hoogste onderscheiding in de Nederlandse motorsportwereld.
Ton van Heugten overleed op 62-jarige leeftijd aan een hartstilstand.